# Tommaso di Pavia
Tommaso di Pavia, conosciuto anche come Tommaso Tusco (in latino Thomas Tuscus; Pavia, 1212 circa – Pavia, 1280 circa), è stato un francescano e storico italiano, noto per aver scritto il Gesta imperatorum et pontificum (Atti degli imperatori e dei papi), una storia dell'Impero romano e del Sacro Romano Impero dal regno di Augusto fino al 1279.

## Biografia
Nato a Pavia nel 1212 circa, diventò monaco francescano e fu padre provinciale della Tuscia. Nel 1245 fu presente al primo concilio di Lione accompagnando San Bonaventura. Morì intorno al 1280 nella propria città natale.

## Opere
- Dialogus de gestis sanctorum Fratrum minorum (1246)[5]
- Gesta imperatorum et pontificum (1279)